# 蔣經國之死
1988年1月13日下午3時55分，時任中華民國總統兼中國國民黨主席蔣經國因心臟衰竭而在其官邸七海寓所內逝世，享壽78歲。在蔣經國去世後，時任中華民國副總統李登輝依《中華民國憲法》繼任總統，至此揭開二月政爭的序幕；最終李登輝順利接掌黨主席，並陸續掌握黨、政、軍三大權力。

## 背景
由於時常毫無節制地進食，因此蔣經國早在1950年代就已被診斷有糖尿病和失眠症，1960年代開始長期注射胰島素和服用安眠藥（後來一度戒掉），情況尚算穩定。1972年蔣介石病危，蔣經國就任行政院院長後工作量增加，逐步掌權，更是毫無節制地進食，健康狀況開始惡化，變得體弱多病，主要是糖尿病日漸惡化引起視網膜模糊、腎臟發炎和雙腿肌肉壞死，蔣介石逝世後更為嚴重。1970年代末，其視力惡化至視力模糊，需要停止撰寫日記，可見情況之嚴重。這使得其後來必須藉由輪椅代步:437。臺北榮民總醫院診治，認為其血糖含量很難恢復正常:437。
1976年10月2日，蔣宋美齡函電蔣經國：「……唯一方法祗有多休息與不為已甚彥云養病如養虎盼毋可勿視……母九月卅日」
1982年2月3日，蔣經國在進行左眼視網膜手術後，意識到健康問題嚴重，開始將軍權完全交給中華民國參謀總長郝柏村上將負責。蔣經國視力出現問題，直至逝世前一段時間，曾多次入院做眼部手術，病情嚴重:416。
1987年10月10日，由於長期糖尿病引起之足部末梢神經炎，手術後雙足無力，首次公開以輪椅代步，主持中華民國國慶大典:526。
1988年1月2日，鄭南榕創辦的黨外雜誌《人權時代週刊》205號以封面照片報導蔣經國左眼已經失明，顯示其糖尿病的惡化。並在1月9日《人權時代週刊》206號中報導〈蔣經國大限已近 國民黨內鬪加劇〉，追蹤蔣經國健康情形。

## 驟逝
1988年1月1日，蔣經國坐在輪椅上主持中樞會議:527。1月13日早上7時30分，在七海寓所起床後突感身體不適:527。有輕度噁心嘔吐現象，經醫生檢查後，其血壓、脈搏和體溫皆正常，由於未進食早餐，隨即以靜脈注射方式補充營養。下午1時55分，突發大量吐血:527。蔣經國迅速休克及心臟呼吸衰竭。雖經醫療小組立即以心肺復甦搶救，延至下午3時55分心臟停止跳動，瞳孔散大，最後因心臟衰竭病逝於七海寓所內，足歲77，虛歲78。
副總統李登輝則是在中華民國總統府會客室接見外客時，由秘書蘇志誠報告蔣經國的機要秘書王家驊來電請李登輝到七海官邸，李登輝到時蔣經國已經逝世。日後李登輝與司馬遼太郎對談時曾表示「他就算罹患了那樣的重病，也沒想到自己會就此結束生命。所以，臨終的父親沒有對兒子留下任何像是遺言的訊息。」
晚上8時8分，在時任中華民國司法院院長林洋港監誓下，副總統李登輝在總統府依《中華民國憲法》宣誓繼任中華民國總統。晚上8時45分，華視率先中斷連續劇《在水一方》播出；由時任主播李艷秋播報蔣經國逝世及李登輝宣誓繼任總統之消息。晚上9時，台視及中視也暫停播出原來節目，分別由時任主播顧安生、翟翬播報相關消息
 。
蔣經國逝世後，中華民國政府公佈宣稱是由蔣經國機要秘書王家骅記下的蔣經國遺囑，全文為：

經國受全國國民之付託，相與努力於以三民主義統一中國大業，為共同奮鬥之目標。萬一，余為天年所限，務望我政府與民衆堅守反共復國決策，並望始終一貫積極推行民主憲政建設。全國軍民，在　國父三民主義與　先總統遺訓指引之下，務須團結一致，奮鬥到底，加速光復大陸，完成以三民主義統一中國之大業，是所切囑。
中華民國七十七年元月五日王家驊敬謹記述
李登輝 俞國華 倪文亞 林洋港 孔德成 黃尊秋 蔣孝勇

1988年1月23日，著名黨外活動人士李敖以「蔣經國遺囑上的見證人簽名是到靈堂才簽的」為由，向臺灣臺北地方法院檢察處以偽造文書罪名告發時任中華民國總統李登輝、行政院院長俞國華、立法院院長倪文亞、司法院院長林洋港、考試院院長孔德成、監察院院長黃尊秋等人偽造蔣經國遺囑。同年3月，臺北地方法院檢察處偵查終結，認為沒有犯罪的刑責，予以結案（事實上由遺囑內容觀察，蔣的「遺囑」並非刑法中所謂的「文書」，僅為政治性的囑咐而不生任何法律效力）。根據繼任總統李登輝回憶，事實上他與在場的僚屬及家屬俞國華、郝柏村、沈昌煥、蔣孝勇等人確認，證實蔣經國並未留下遺囑。因此李登輝與眾官員、家屬，依據蔣經國平常的發言、思想，在官邸討論遺囑內容後，由王家驊繕寫在十行紙上，以便數小時後公布:49。由於當時遺囑並未有蔣經國本人簽名、而且是由王家驊寫在市面文具店常見的金山牌信紙上，而非政府公文用紙，因此公布時曾一度遭到民間雜誌質疑「偽造遺囑」。然而在李登輝2001年的回憶錄出版前，其所在的中國國民黨一直宣稱該份遺囑為真。

## 身後
1月14日，設靈堂於台北榮民總醫院「懷遠堂」，遺像前擺放著宋美齡致送之十字架花圈:527。俄籍妻蔣方良坐輪椅攜子女多次往靈堂行禮拜祭:527。1月22日，移靈台北市圓山忠烈祠，供民眾瞻仰遺容，<當天儀式全程依序由中視（台北榮民總醫院啟程）、台視（往忠烈祠沿途）、華視（忠烈祠安靈禮）直播。>一週間前往者逾百萬之眾，一百零一歲（虛歲）之張群亦坐輪椅前往，臥病十八年之長子蔣孝文也由人攙扶靈前跪祭:527。1月30日，舉行大殮，奉厝桃園縣大溪鎮「頭寮賓館」:527。新加坡總理李光耀、日本前眾議院議長灘尾弘吉、美國前司法部長威廉·史密斯等14個國家的高級官員出席了葬禮<當日儀式全程依序由華視（追思禮拜及大殮、啟程）、中視（往頭寮賓館沿途）、台視（頭寮賓館奉安）直播。>。
李登輝追思蔣經國:238，並致贈輓聯哀悼：「厚澤豈能忘，四十年汗盡血枯，注斯土斯民始有今日；遺言猶在耳，億萬人水深火熱，誓一心一德早復中原。」黃少谷對蔣經國輓聯云：「憂患久相隨，論事陳情，許我言無不盡；治平時在念，拯民救國，痛公志有未申。」:206
蔣經國逝世後，如同蔣中正決定靈柩暫厝在桃園縣大溪鎮慈湖陵寢，蔣經國靈柩也暫厝於距離不遠的大溪陵寢。不過兩人都希望待來日光復大陸，再奉安於南京紫金山:134:62。1988年，為紀念蔣經國，中華民國作曲家黃友棣特別編寫組曲《蔣經國紀念歌》。2004年1月，蔣方良曾經提議將蔣中正與蔣經國陵墓改移到位於臺北縣汐止市的國軍示範公墓。遷移儀式最初訂在2005年春季，由於蔣方良於2004年逝世，負責整起儀式的蔣經國長女蔣孝章直到2005年冬季才正式進行，但最後仍然無疾而終。

## 外界反應
蔣經國逝世在中国大陆引发广泛关注。新华社当日发布快讯《中国国民党主席蒋经国逝世》，简要介绍了蒋经国逝世消息及其生平：
新华社北京1月13日电　据台湾电台广播，中国国民党主席蒋经国于今天下午3时50分因病逝世。
　　蒋经国，浙江奉化人，生于1910年。早年留学苏联，1937年回国后，曾任“三青团”中央干部学校教育长。国民党到台湾后，任国民党台湾省党部主任委员、“国防部总政治作战部”主任、“国防部”部长、“行政院”院长、“总统”等职。1975年4月担任国民党主席。

1月14日，中国共产党中央委员会向中國國民黨中央委員會发出唁电，
“惊悉中国国民党主席蒋经国先生不幸逝世，深表哀悼，并向蒋经国先生的亲属表示诚挚的慰问。”
時任中国共产党中央委员会总书记赵紫阳发表谈话，对蒋经国不幸逝世表示悼念，重申和平统一方针不变。中国国民党革命委员会中央委员会名誉主席屈武亦发电吊唁。

## 影響
蔣經國逝世，宣告統治台灣43年的蔣家時代正式告終，蔣家走入歷史，李登輝其後全面接掌黨政軍權力，自此台灣民主化、本土化，1989年正式解除黨禁，1991年首次全面改選國大代表，1992年首次全面改選立法委員，1994年增加省級民選地方首長，1996年首次舉行總統直選，李登輝順利連任，中華民國在1987年蔣經國解嚴後10年內完成民主化。